# Mylothris sagala
Mylothris sagala är en fjärilsart som beskrevs av Grose-smith 1886. Mylothris sagala ingår i släktet Mylothris och familjen vitfjärilar. Inga underarter finns listade i Catalogue of Life.